# COSCO SHIPPING Holdings
COSCO SHIPPING Holdings Co., Ltd., раніше відома як China COSCO Holdings Co. — флагманська платформа для лістингу за кордоном основного судноплавного бізнесу зі штаб-квартирою в Китайській Народній Республіці, China COSCO Shipping Group. Це один із найбільших глобальних постачальників комплексних послуг з контейнерних перевезень, включаючи надання широкого спектра контейнерних перевезень, контейнерних терміналів, лізингу контейнерів, а також послуг експедиторських і судноплавних агентів у ланцюжку створення вартості контейнерних перевезень.

## IPO
У червні 2005 року IPO China COSCO H-share оцінювався в 4,25 гонконгських доларів за акцію, і 30 червня того ж року вона була зареєстрована в Гонконгу. У 2007 році за кожні 10 акцій Н було надано 1,5 бонусних акцій.
У 2007 році IPO акцій A у Китаї COSCO оцінювався в 8,48 юаня за акцію, і 26 червня того ж року вона була розміщена на біржі. 

## Тенденції останніх років
China COSCO володіє 100% акцій COSCO Container Lines Co., Ltd. («COSCO Container Lines») і 52% акцій COSCO Pacific (1199), компанії, зареєстрованої в Гонконзі.
До 30 червня 2007 року чистий прибуток становив 968,678 млн юанів, а вартість чистих активів — 200,422 млрд юанів.
26 червня 2007 року China COSCO було зареєстровано на Шанхайській фондовій біржі. У тому ж році China COSCO придбала активи з перевезення сухих наволочних вантажів у COSCO Group за 34,6 мільярда юанів, включаючи весь капітал Gold-enView, що належить COSCO Bulk, Qingdao COSCO та COSCO Hong Kong, а також придбала частину капіталу Shenzhen COSCO.
У серпні 2009 року COSCO придбала 49% акцій COSCO Logistics у COSCO Pacific, а COSCO Logistics стала дочірньою компанією COSCO; водночас COSCO придбала у COSCO компанію COSCO Shanghai, постачальника послуг контейнерних перевезень.

## Дивись також
- COSCO Group